# Karlsmyren
Karlsmyren är ett naturreservat i Mora kommun i Dalarnas län.
Området är naturskyddat sedan 2016 och är 517 hektar stort. Reservatet består av rikkärr och extremrikkärr och omkring dem torra tallskogar och gransumpskogar.